# Bulmke-Hüllen
Bulmke-Hüllen ist ein Stadtteil der Stadt Gelsenkirchen im Ruhrgebiet.

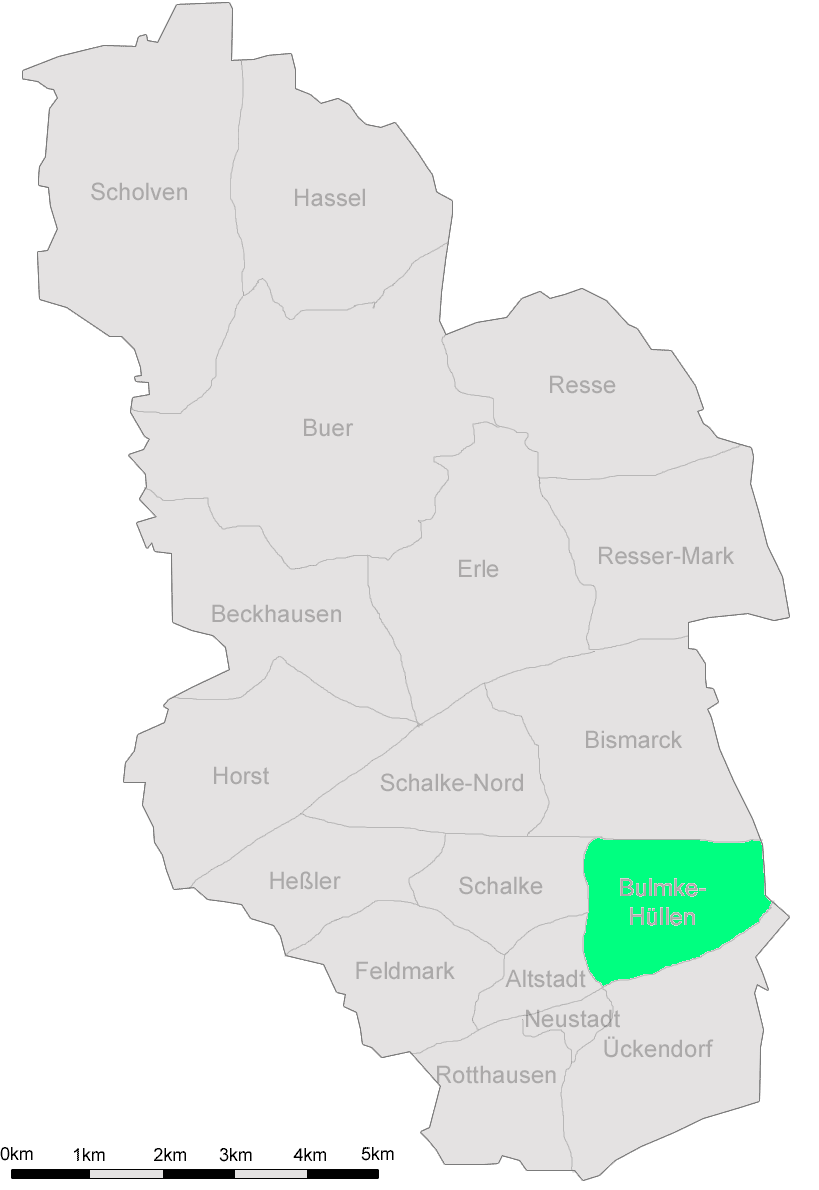
Die Stadtteile Gelsenkirchens mit Bulmke-Hüllen im Osten

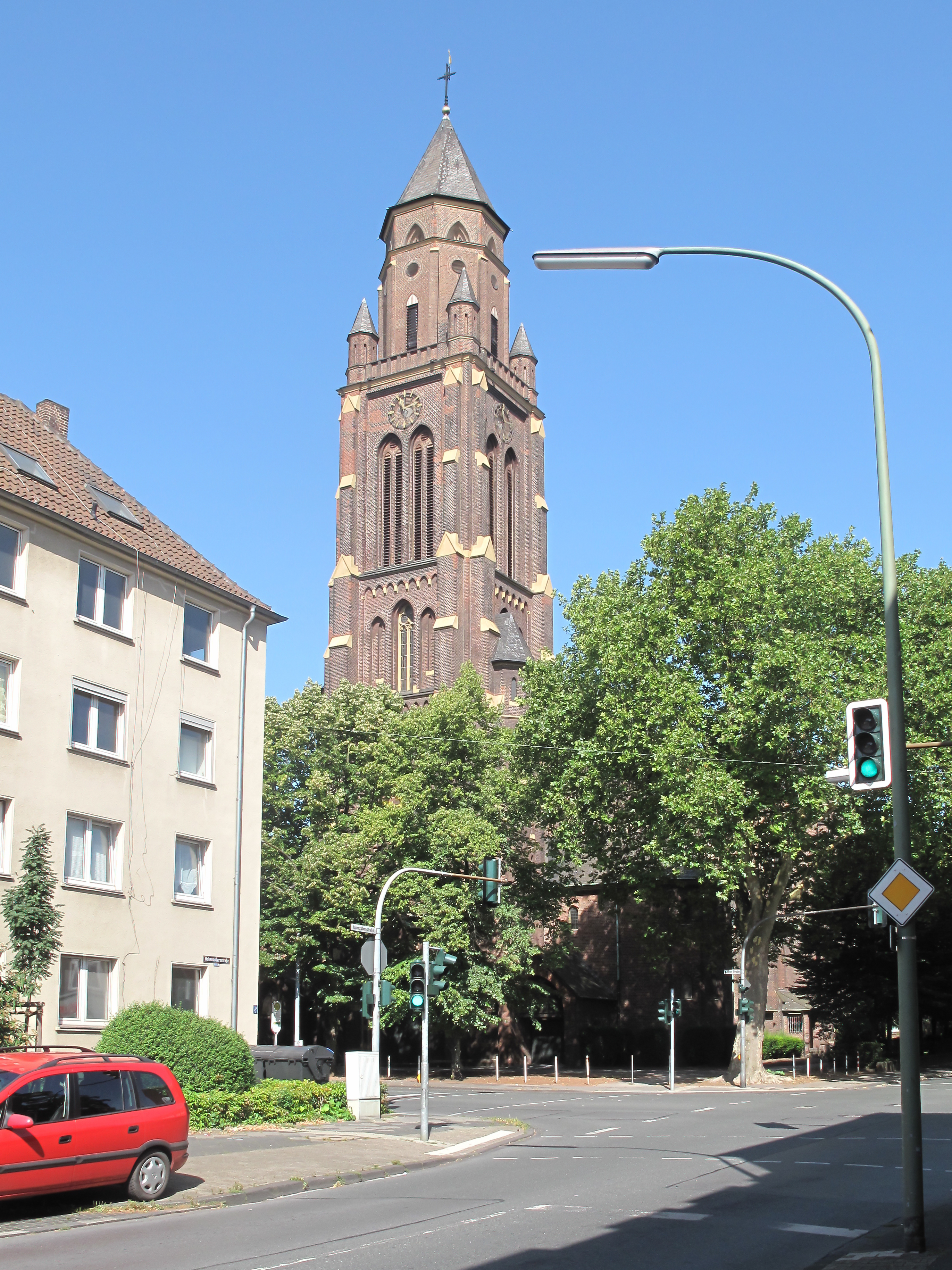
Die katholische Bulmker Kirche "Heilige Familie"

## Geographie
Der Stadtteil Bulmke-Hüllen liegt im Stadtbezirk Gelsenkirchen-Mitte nordöstlich der Gelsenkirchener Innenstadt (Stadtteile Altstadt und Neustadt). Im Westen grenzt Bulmke-Hüllen weiter an Schalke, im Norden an Gelsenkirchen-Bismarck. Im Osten verläuft die Grenze zum Herner Stadtteil Röhlinghausen und im Süden liegt Gelsenkirchen-Ückendorf.
Bulmke-Hüllen lässt sich in Bulmke, Hüllen und die Siedlung Tossehof aus den 1970er Jahren unterteilen.

## Geschichte
Hüllen gehörte bis zum Anfang des 19. Jahrhunderts zum Niederamt Bochum, dessen Mittelpunkt Wattenscheid war. Am 1. Mai 1868 wurde mit weiteren Gemeinden das Amt Gelsenkirchen gebildet. Nachdem Gelsenkirchen Stadt geworden war und aus dem Amt ausgeschieden war, gehörte Hüllen seit dem 29. November 1875 zum Amt Schalke. Am 1. Juli 1895 wurde Hüllen dem Landkreis Gelsenkirchen zugeordnet. Hüllen wurde am 1. April 1903 mit Bulmke und weiteren Gemeinden zur Großstadt Gelsenkirchen zusammengeschlossen.
1908 wurde die Kirche Heilige Familie eröffnet.
Der Weg vom Dorf zur Gemeinde wurde durch die Ansiedlung der Industrie geebnet: Insbesondere die Zeche Alma und das Stahlwerk Schalker Verein prägten den Stadtteil und waren größte Arbeitgeber.
1925 baute die Stadt Gelsenkirchen am Wildenbruchplatz eine Ausstellungshalle. Im Januar 1942 wurde darin ein Sammellager für Juden aus Gelsenkirchen und dem Kreis Recklinghausen eingerichtet, die von dort am 27. Januar 1942 nach Riga deportiert wurden. 1944 wurde der aus Holz errichtete zentrale Rundbau der Ausstellungshalle aus Luftschutzgründen abgerissen.
Nach der anhaltenden Kohle- und Stahlkrise wurden die meisten Industriebetriebe geschlossen, 1982 auch der Schalker Verein. Ein Stadtteilprogramm versucht, die Industriebrachen für neue Nutzungsmöglichkeiten zu erschließen. Ein erster Erfolg ist der am 2. Mai 2006 eröffnete Bürgerpark „Orangeplatz“ neben der seit 2001 bestehenden Moschee Kesselstraße.
In einem vorindustriellen Fachwerkhaus, dem „Wilmshof“, ist heute ein Kindergarten untergebracht.
Im Juni 2022 wurden Pläne von Stadtverwaltung und der örtlichen Mutterpfarrei Propsteikirche St. Augustinus bekannt, das nicht unter Denkmalschutz stehende Gebäude der Heiligen Familie für den Bau einer Turnhalle abzureißen.
Der letzte Gottesdienst fand am 11. Juni 2022 statt.

## Bevölkerung
Zum 31. Dezember 2023 lebten 26.574 Einwohner in Bulmke-Hüllen.
- Anteil der weiblichen Bevölkerung: 49,5 % (Gelsenkirchener Durchschnitt: 50,5 %)[8]
- Anteil der männlichen Bevölkerung: 50,5 % (Gelsenkirchener Durchschnitt: 49,5 %)[9]
- Ausländeranteil: 37,6 % (Gelsenkirchener Durchschnitt: 26,0 %)[10]

### Einwohnerentwicklung
| Jahr | Einwohner |
| ---- | --------- |
| 1798 | 133       |
| 1818 | 256       |
| 1843 | 230       |
| 1861 | 239       |
| 1871 | 455       |
| 1880 | 3.047     |
| 1885 | 4.820     |
| 1891 | 8.190     |
| 1895 | 10.590    |
| 1900 | 17.368    |

| Jahr | Einwohner |
| ---- | --------- |
| 1905 | 23.753    |
| 1910 | 31.034    |
| 1915 | 31.979    |
| 1920 | 31.702    |
| 1925 | 32.224    |
| 1930 | 31.034    |
| 1935 | 30.218    |
| 1940 | 29.051    |
| 1945 | 11.004    |
| 1950 | 21.635    |

| Jahr | Einwohner |
| ---- | --------- |
| 1955 | 34.428    |
| 1960 | 34.252    |
| 1965 | 32.024    |
| 1970 | 28.588    |
| 1975 | 29.987    |
| 1980 | 30.354    |
| 1985 | 27.976    |
| 1990 | 28.060    |
| 1995 | 27.452    |
| 2000 | 25.748    |

| Jahr | Einwohner |
| ---- | --------- |
| 2002 | 25.590    |
| 2004 | 25.334    |
| 2006 | 24.820    |
| 2008 | 23.851    |
| 2010 | 23.571    |
| 2012 | 23.499    |
| 2014 | 23.723    |
| 2016 | 23.913    |
| 2018 | 25.125    |
| 2020 | 25.425    |

## Bildung
Im Gelsenkirchener Südteil sind 4 Gymnasien angesiedelt, die auch Altstadtgymnasien genannt werden und deren Kooperationsarbeit eine breite Fächerwahl an den sonst eher kleinen Schulen bietet. 2 dieser 4 Gymnasien, das Carl-Friedrich-Gauß und das Ricarda Huch liegen im Stadtteil Bulmke-Hüllen, während das Schalker Gymnasium und das Grillo-Gymnasium knapp außerhalb liegen.
Eine Besonderheit in Deutschland ist die Möglichkeit, am Ricarda-Huch-Gymnasium Türkisch als Leistungskurs zu wählen.